# Уокер, Джон Джордж
Джон Джордж Уокер (англ. John George Walker; 22 июля 1821 — 20 июля 1893) — американский военный деятель, участник мексиканской войны, генерал армии Конфедерации в годы американской гражданской войны. Командовал одной из дивизии Томаса Джексона, затем возглавлял техасскую дивизию Транс-Миссисипского департамента, участвовал в обороне Виксберга, впоследствии помогал генералу Тейлору во время кампании Ред-Ривер.

## Ранние годы
Уокер родился в миссурийском городе Джефферсон-Сити. Его матерью была Сара Кэффери Уокер (1781–1849), племянница Рэйчел Джексон, жены президента Эндрю Джексона. Его отцом был Джон Уокер (1772–1838), который происходил из известной семьи политиков Кентукки и Миссури. Два его брата, Джордж Уокер и Дэвид Уокер были членами Конгресса США. Уокер вырос в Сент-Луисе и в 1844 году окончил Университет Вашингтона.
Когда началась война с Мексикой, Уокер вступил в армию и стал первым лейтенантом полка  конных стрелков. Он получил временное звание капитана за сражение при Сан-Хуан-де-лос-Лланос и был ранен при Молино-дель-Рей. В 1851 году получил постоянное звание капитана. Уокер остался в армии до 1861 года.
В 1858 году он женился на Софи Бэйлор.

## Гражданская война
Начало гражданской войны застало Уокера в форте Юнион в Нью-Мексико. 31 июля 1861 года он уволился из армии США и вступил в регулярную армию Конфедерации, где 21 декабря стал майором кавалерии (задним числом от 16 марта). В августе 1861 года Уокер стал подполковником 8-го Техасского кавалерийского полка и служил в Северной Каролине. В сентябре 1861 года он получил звание полковника. 9 января 1862 года Уокер получил звание бригадного генерала. Летом 1862 года его бригада состояла из пяти пехотных полков:
- 3-й арканзасский пехотный полк: полковник Ван Мэннинг
- 2-й Джорджианский батальон: майор Джордж Росс
- 27-й Северокаролинский пехотный полк: полковник Джон Кук
- 46-й Северокаролинский пехотный полк: полковник Эдвард Холл
- 30-й Вирджинский пехотный полк: подполковник Харрисон

Бригада Уокера участвовала в кампании на полуострове в составе дивизии Теофилиуса Холмса и сражалась при Малверн-Хилл, где Уокер был ранен. В середине июля бригада была отправлена в Кэмп-Ли под Питерсбергом, а 26 августа бригады Уокера и Рэнсома отправили на станцию Рапидан, где Уокер принял командование обеими бригадами, сдав командование бригадой полковнику Ван Мэннингу. Так появилась дивизия Уокера, которая числилась в корпусе Лонгстрита.

### Мэрилендская кампания
1 сентября дивизия была направлена на соединение с Северовирджинской армией. В это время начиналась Мэрилендская кампания и армия переходила реку Потомак. Уокер перешёл Потомак 7 сентября по переправе Чикс-Форд, а 8 сентября вошла во Фредерик. На следующий день генерал Ли приказал Уокеру вернуться назад в устье реки Монокаси и разрушить гранитный акведук канала, который не смог повредить Хилл. Уокер пришёл к акведуку, обнаружил там федеральные пикеты, и отбросил их силами 24-го и 25-го северокаролинских полков. При этом был смертельно ранен капитан Даффи из 24-го. Уокер попытался заложить взрывчатку и подорвать мост, но тот был сложен из гранита, и так надёжно, что Уокер не смог найти в нём уязвимых мест. Потратив целый день, он прекратил попытки
В тот же день генерал Ли принял решение отправить часть армии для окружения и захвата федерального гарнизона в Харперс-Ферри. Был издан «Специальный приказ № 191»: Согласно приказу, Джексон должен был 12 сентября подступить к Харперс-Ферри с запада,  дивизия Уокера должна была в тот же день занять Лоудонские высоты к югу от города, а дивизия Маклоуза должна была занять Мэрилендские высоты к северу от города. Как старший по званию, Джексон должен был координировать действия всех трёх отрядов.
Утром 10 сентября дивизия Уокера находилась в устье реки Монокаси. Узнав, что армия покидает Фредерик, он решил присоединиться к ней в Миддлтауне, но в этот момент получил копию приказа #191. Ближайшие переправы через Потомак уже простреливались федеральной артиллерией, поэтому Уокер дошёл до переправы Пойнт-оф-Рокс и в ночь на 11 сентября перешёл там Потомак. Из-за трудной переправы и дождя он разрешил дивизии отдохнуть 11 сентября, и только утром 12 сентября начал марш к Лоудонским высотам. 13 сентября в 10:00 он подошёл к высотам и обнаружил, что они не заняты противником. 27-й Северокаролинский и 30-й Вирджинский под общим командованием полковника Кука заняли высоты, а утром 14 сентября Уокер сам поднялся на высоты с группой сигнальщиков. 14 сентября к 08:00 Уокер поднял на высоты три Паррота батареи Френча и два нарезных орудия батареи Бренча.
14 сентября Джексон блокировал Харперс-Ферри с запада, но не готов был атаковать до полного сосредоточения Маклоуза и Уокера. В 10:00 Уокер вышел на связь: он сообщил, что установил на Лоудонских высотах 6 нарезных орудий и запрашивал разрешения открыть огонь. Джексон приказал ждать. Днём он отправил через сигнальный станции приказ: Маклоузу и Уокеру открыть огонь по батареям и пехоте противника. Но этот приказ не был отправлен вовремя. В то же время начались сражения у Южной горы и в ущелье Крэмптона. Уокер услышал канонаду и получил сообщение, что противник вышел в тыл Маклоуза. Он запросил разрешения открыть огонь, но не получил его. В полдень канонада стала сильнее. Уокер снова запросил разрешения стрелять, добавив что противник, по некоторым данным, выходит в его собственный тыл. В этот раз Джексон отправил сигнал открыть огонь, но этот сигнал Уокером не был получен. Однако, в 13:00 Уокер под свою ответственность приказал начать бомбардировку. Впоследствии он писал, что через несколько дней, зная, как строго Джексон относится к нарушению приказов, он спросил у Джексона его мнения относительно своих действий. Джексон ответил, что тогда он не поверил, что Макклеллан действительно наступает. «Потом, после паузы, и как бы разговаривая сам с собой, он добавил: 'Я думал, что знаю Макклеллана, но этот его манёвр удивил меня'». Современные историки сомневаются в историчности такого разговора.